# Obergrombacher Straße 32 (Untergrombach)

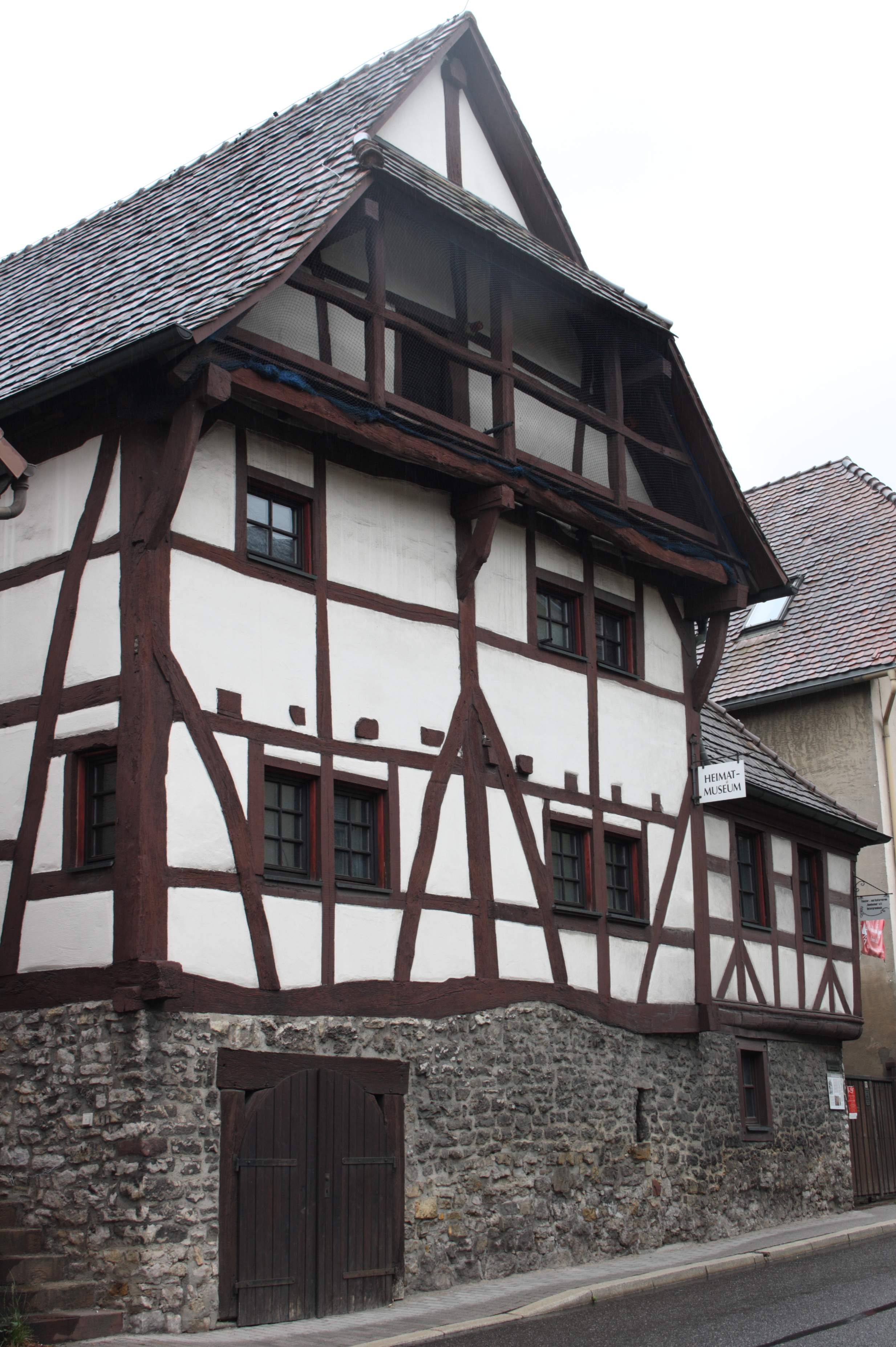
Fachwerkhaus Obergrombacher Straße 32 in Untergrombach

Das Gebäude Obergrombacher Straße 32 ist ein Fachwerkhaus in Untergrombach, einem Stadtteil von Bruchsal im Landkreis Karlsruhe (Baden-Württemberg), das im 15. Jahrhundert errichtet wurde.

## Beschreibung
Das mit dem Südgiebel zur Straße stehende Fachwerkhaus ist „das im Kraichgau bisher älteste bekannte, gut erhaltene zweigeschossige Firstsäulenständerhaus“.
Nach dendrochronologischen Untersuchungen stammen die ältesten Hölzer des Firstsäulenständerbaus von 1428. Um 1490 wurde es, wahrscheinlich wegen vorangegangener Zerstörungen, bis auf wenige Teile abgetragen und wieder aufgebaut. Der abgewalmte Anbau entlang der Straße stammt ebenfalls aus dieser Zeit.
Auf dem hochliegenden Kellergeschoss stehen zwei Fachwerkstöcke und zwei Dachstöcke. Am straßenseitigen Giebel ist ein Laubengang vorgesetzt. Das Hauptgerüst dieses Firstständerbaus besteht aus neun Ständern, die in drei Reihen aufgestellt sind. Die drei Mittelständer gehen von den Schwellen bis zum First und tragen die Firstpfette. Die Mittelständer teilen die Stockwerke in vier Räume. Lange, bis ins zweite Geschoss durchgehende Fußstreben sichern die Aussteifung des Außenwandgefüges. Kopfbänder verbinden den Giebeldachbalken mit den Eckständern. Die Traufseiten werden von langen Streben gesichert. In diesen äußeren Rahmen sind für die zwei Wohngeschosse Holzbalkendecken eingefügt. Die Balken ruhen auf den Sturzriegeln der Fensteröffnungen und in der Hausmitte auf einem eingestellten Bock. Der Pfettendachstuhl besteht aus einem einzigen Binder, der die Mittelpfetten und die Firstpfette stützt.

## Heutige Nutzung
Seit 1988 befindet sich in dem Haus ein Heimatmuseum, wobei das Thema Fachwerk den Schwerpunkt des Museums bildet.